# TAM 110 T7
TAM 110 T7 Б/БВ је војни теренски камион, заснован на моделу „Дајц“ 130 T7, који је производио словеначки ТАМ током осамдесетих година двадесетог века.

## Настанак и развој
Током 1965. године при Саобраћајној управи Савезног секретаријата за народну одбрану оформљена је радна група са циљем да анализира стање тадашњег возног парка Југословенске народне армије. Као резултат рада те радне групе током 1965. и 1966. године настала је Студија неборбених моторних и прикључних возила ЈНА која је усвојена на седници Главног војно-техничког савета. Студијом је констатовано да возни парк чини 129 различите марке возила и 320 типова и одређена је смерница за даљи развој, који је подразумевао пет основних класа: теренски аутомобил 0,75  4 × 4, теренски аутомобил 1,5  4 × 4, теренски аутомобил 3  6 × 6, теренски аутомобил 6  6 × 6 и теренски аутомобил 9  8 × 8.
Из ове студије током седамдесетих реализовани су пројекти теренских аутомобила 1,5  4 × 4 и 3  6 × 6 од стране Мариборског ТАМ-а (модели ТАМ 110 Т7 и ТАМ 150 Т11). Прво је развијен теренски аутомобил 1,5  4 × 4 који је заснован на моделу Дајц 130 Т7. Касније је развијен и модел ТАМ 150 Т11 Б/БВ у 6 × 6 конфигурацији сличног дизајна. Производња је трајала све до распада СФРЈ 1991. године.

## Намена и варијанте
Основни модел је намењен за превоз људства (12 + 2) са комплетном опремом, транспорт материјалних средстава масе до 1,8  и вучу оруђа и превоз посаде са одговарајућим борбеним комплетом за оруђе масе до 1,5 .
У свом називу ознаке има следеће значење:
- ТАМ - назив произвођача,
- 110 - снага мотора у коњским снагама,
- Т7 - највећа дозвољена укупна маса од 7 ,
- Б - ознака по стандарду ТАМ-а за трамбус кабину (кабина изнад мотора),
- БВ - ознака по стандарду ТАМ-а за трамбус кабину и возило опремљено са витлом.[2]

Поред основног камиона сандучара са кабином отвореног крова, постоје и посебни модели са затвореном кабином и различитим надградњама:
- АЛ-РХ - аутомобил лабораторија радиолошко хемијска, возило са надградњом фургона опремљеног са лабораторијом намењено за АБХО службу,
- С-4 - санитетско возило,
- ХАК 4.5 - аутомобилска хидраулична дизалица носивости 4,5 , овај модел има дугу кабину,
- БМБ - бушач минских бунара,
- ТАМ 110 А5 - минибус за превоз 16 путника,
- возило везе,
- ватрогасно возило.

Крајем деведесетих година, за потребе јединица Војне полиције Војске Југославије и Посебних јединица полиције МУП-а Србије развијена је и оклопљена верзија ТАМ 110 Т7 Б/БВ позната под ознаком Рис. Жандармерија Србије у свом саставу има и стандардне ТАМ 110 Т7 прерађене у возила за растурање демонстрација.
- Аутомобил лабораторија радиолошко хемијска
- TAM 110 T7 радио релејног система РРС-200-2
- Санитет С-4
- Бушач минских бунара
- ТАМ 110 Т7 Жандармерије опремљен за растурање демонстрација
- Оклопљени камион Рис

## Употреба
Након распада Југославије камиони ТАМ 110 Т7 Б/БВ су се нашли у возним парковима армија свих новонасталих држава. Део камиона је осамдесетих набављен и за потребе јединица милиције, па се данас у саставу МУП-а Србије, посебно Жандармерије налази број ових камиона.

## Технички подаци
- Сопствена маса 4505
- Носивост, теренска/путна 1500 /2500
- Максимална тежина приколице 1800
- Радна запремина мотора 6381 3
- Максимална снага мотора 81  при 2500 -1
- Дужина 4850
- Ширина 2270
- Висина 2470
- Предњи прилазни угао 49°
- Задњи прилазни угао 45°
- Угао рампе 22°
- Максимална брзина 90 [4]